# Кожозеро

Бассейн реки Онеги

Ко́жозеро — крупное озеро в Онежском районе Архангельской области (бассейн реки Онега). Относится к Двинско-Печорскому бассейновому округу. Площадь зеркала — 97,4 км². Площадь водосборного бассейна — 2560 км². Высота над уровнем моря — 117 м.
Озеро вытянуто с севера на юг, северная часть расширена по сравнению с южной. Длина 17 км, максимальная ширина 6 км. Береговая линия имеет длину 40,2 км. Максимальная глубина около 30 м, по другим данным 24 м. Берега крутые и высокие, местами отлогие, преимущественно каменистые. Дно ямистое, грунт песчаный и каменистый.
На севере Кожозеро небольшой протокой соединяется с лежащим выше озером Вингозеро (Верхнее Ингозеро). На западе в озеро впадает река Подломка (Подомка), на юге — река Тура, на востоке — река Колманка. Из Кожозера вытекает одна река — Кожа, её исток находится на северном берегу. На озере имеется несколько островов.
К востоку от Кожозера находится озеро Курусское.
Кожозеро является самым крупным в группе Кожозерских озёр, в которую входят также Моткозеро, Лопозеро, Жилое, Ламба, Шидозеро (бассейн реки Подломка), Турбозеро (бассейн реки Тура), Вингозеро и Доброе (непосредственно связаны с Кожозером), Шардозеро и Сывтозеро (бассейн реки Сывтуга).
Озеро находится на территории Кожозе́рского государственного природного ландшафтного заказника площадью 201 605 га, организованного 22 декабря 1992 года для охраны природного комплекса Кожозера и историко-культурных объектов Кожозерского монастыря, а также развития туризма. В 2002—2004 годах заказник имел статус природного парка.

## История
Ранее по озеру проходила граница между Пудожским и Онежским уездами. 17,184 км² водной глади озера относилось к Пудожскому уезду.
На полуострове в северной части озера, соединённом с берегом узкой перемычкой, расположен Кожеозерский Богоявленский православный монастырь.
Весной 1640 года Никон (будущий патриарх московский и Всея Руси) получил благословение удалиться на пустынный остров на озере Коже (Кожозере), где построил келью и стал жить по чину Анзерского скита. В 1643 году избран игуменом Кожеозерской обители. Завершил её восстановление, длившееся 10 лет после пожара.